# Friedrich Müller (Papieringenieur)
Friedrich Müller (* 26. Januar 1865 in Weidenthal; † 14. April 1941 in Darmstadt) war ein deutscher Maschinenbauingenieur.

## Leben
Friedrich Müller wurde 1865 als Sohn des Philipp Müller und dessen Ehefrau Dorothea Kerlinger im pfälzischen Weidenthal geboren. Er besuchte die Lateinschule in Grünstadt und studierte Maschinenbau an der TH München von 1884 bis 1888. Nach dem erfolgreichen Abschluss des Studiums ging er zur Maschinenfabrik Hemmer in Neidenfels, einem Papiermacherdorf zwischen Neustadt an der Weinstraße und Kaiserslautern. Es folgte eine weitere berufliche Station bei der Firma Banning und Setz (später: Banning und Seybold) in Düren. Im Alter von 34 Jahren wurde er Technischer Direktor der aus der Papierfabrik von Keferstein & Sohn in Kröllwitz hervorgegangenen, 1871 von Ludwig Lehmann als Aktiengesellschaft neu gegründeten Cöllwitzer Actien-Papier-Fabrik in Halle (Saale). Müller versuchte in dieser Funktion, vor allem die Wirtschaftlichkeit des Produktionsbetriebes zu verbessern und die Betriebskosten zu senken. Er vereinfachte und modernisierte die Dampf- und Kraftanlagen und sorgte für eine Elektrifizierung der gesamten Fabrik.
Nach dem überraschenden Tod von Adolf Pfarr im Dezember 1912 wurde Müller im April 1913 zunächst Honorarprofessor an der TH Darmstadt. Er erhielt die Maschinenbauprofessur VII. Dies war die erste Professor für Papierfabrikation in Darmstadt. Müller war in Darmstadt kein Unbekannter, denn er war bereits vor 1905 Mitglied eines Ausschusses des Vereins Deutscher Papierfabrikanten, der an der Gründung des ersten Lehrstuhls für Papierfabrikation an der TH Darmstadt beteiligt war. 1920 wurde die Professur in eine außerordentliche Professur umgewandelt. Drei Jahre später wurde daraus eine ordentliche Professur für Papierfabrikation und deren Maschinen.
Friedrich Müller verantwortete experimentelle Forschungsarbeiten im größeren Stil und führte ein Papiermaschinenpraktikum ein. Sein Lehrdeputat umfasste u. a. die Bereiche „Maschinen der Papierfabrikation“ und „Anlagen für Papier-, Holzstoff- und Zellstofffabrikation“. Seine umfassenden Kenntnisse legte er in dem vierbändigen Werk „Die Papierfabrikation und deren Maschinen“ nieder, das zum Standardwerk wurde. Der Ruf des Darmstädter Lehrstuhls nahm unter seiner Leitung im In- und Ausland erheblich zu.
Im März 1931 wurde Müller emeritiert. Er starb im Oktober 1941 im Alter von 76 Jahren in Darmstadt. Seit 1889 war er mit Auguste Gaeckler verheiratet.

## Ehrungen
- 1914: Ernennung zum Geheimen Baurat
- 1930: Doktor der Ingenieurwissenschaften e. h. der TH Stuttgart

## Veröffentlichungen
- 1926–1930: Die Papierfabrikation und deren Maschinen, vier Bände, Güntter Staib-Verlag, Biberach-Riß.
- 1939 Bd. 2a. Erg. zum 2. Bd., Die Papiermaschinen, nebst Karton-Pappenmaschinen sowie die Fertigstellung des Papieres. Güntter Staib-Verlag, Biberach-Riß.